# Partido Tres Lomas
Tres Lomas (hiszp. Partido de Tres Lomas) – jedno z 135 partidos, znajduje się w zachodniej części prowincji Buenos Aires. Siedzibą administracyjną jest Tres Lomas. Partido ma powierzchnię 1270 km²,  w 2010 r. zamieszkiwało w nim 8,7 tys. mieszkańców (4 291 mężczyzn i 4 409 kobiet).

## Demografia
Zmiana liczby ludności w latach 1991 – 2010 na podstawie kolejnych spisów ludności.